# روبن ألفاريز
روبن ألفاريز (بالسويدية: Robin Alvarez)‏ هو لاعب هوكي الجليد سويدي، ولد في 16 أغسطس 1987 في مالمو في السويد.

## وصلات خارجية
- روبن ألفاريز على موقع EliteProspects.com (الإنجليزية)
- روبن ألفاريز على موقع Eurohockey.com (الإنجليزية)
- روبن ألفاريز على موقع HockeyDB.com (الإنجليزية)